# Astigarreta
Astigarreta es un antiguo municipio de la provincia de Guipúzcoa, País Vasco (España), actualmente integrado como barrio del municipio de Beasáin, hasta el año 1929 fue un municipio independiente.
Astigarreta es actualmente un barrio rural de Beasáin, situado en la zona norte de su término municipal, desde donde domina el valle de Arriarán. El barrio posee parroquia, cementerio, escuela y posada, si bien estas dos últimas ya no se usan. Tiene además una ermita dedicada a San Gregorio Magno. Siendo una zona alta, apartada y rural, ha sufrido un fuerte despoblamiento, de tal forma que actualmente solo cuenta con 13 habitantes, cuando en 1960 contaba todavía con 138 habitantes,el año 1920 contaba con 193 habitantes,el año 1910 contaba con 255 habitantes y el año 1900 contaba con 225 habitantes.

## Historia
Astigarreta fue una villa independiente entre 1615 y 1929. Con anterioridad había pertenecido a la jurisdicción de la villa de Segura. En 1929 se unió a Beasáin.
Natural de Astigarreta era Plazida Insausti, supercentenaria que fue conocida como la amona (abuela) del País Vasco, al ser en su momento la persona más longeva del País Vasco.

## Demografía
| Gráfica de evolución demográfica de Astigarreta entre 1842 y 1920 |
| |
| Población de derecho según los censos de población del INE Población de hecho según los censos de población del INEEntre el censo de 1930 y el anterior, este municipio desaparece porque se integra en el municipio Beasaín |